# Олег Газманов
Олег Газманов е руски поп певец, поет и композитор. Народен артист на Руската федерация от 2001 година.
Вокалист е на група „Ескадрон“. Участва в няколко филма. 4 пъти печели наградата „Златен грамофон“. Синът му Родион също е певец.

## Биография
Роден е на 22 юли 1951 г. в град Гусев, Калининградска област. Родителите му са беларуси, като майка му е от еврейски произход. През 1981 г. завършва музикалното училище в Калининград. Започва да пее в хотел „Калининград“ заедно с местната група „Визит“. През 1989 г. основава група „Ескадрон“, а 2 г. по-късно издава и първия си албум.
До 2013 г. има 15 издадени албума. Най-известните му песни са „Ескадрон“, „Господа офицери“, „Морячка“ и „Сделан в СССР“. Той е автор и на неофициалния химн на ПФК ЦСКА Москва „Непобедимый ЦСКА“  През март 2010 е избран за композитор на химна на град Сочи.
През 2014 г. на Газманов са забранени гастролите в Латвия, Литва и Украйна във връзка с наложените санкции срещу Русия. През 2022 година се включва активно в пропагандната кампания на режима на Владимир Путин в подкрепа на руското нападение над Украйна.

## Група Ескадрон
Група Ескадрон е основана през 1989 г. като акомпанираща формация на певеца. В самото начало на съществуването ѝ клавиристка на групата е Галина Романова, започнала по-късно самостоятелна кариера. Ескадрон е в състав:
- Олег Газманов – вокал
- Валентин Льозов – бас китара
- Владимир Егоров – китара
- Юрий Бабичев – ударни
- Андрей Гуренко – клавишни
- Алексей Иванов – звукорежисьор

## Дискография

### Албуми
- 1989 – „Люси“
- 1991 – „Эскадрон“
- 1993 – „Морячка“
- 1994 – „Загулял“
- 1996 – „Бродяга“
- 1996 – „Москва. Лучшие песни“
- 1997 – „Эскадрон. Моих песен шальных…“
- 1998 – „Красная книга“
- 1998 – „Лучшие песни“
- 2000 – „Из века в век. Избранное“
- 2002 – „Первый раунд – 50!“
- 2003 – „Мои ясные дни“
- 2004 – „Господа Офицеры. 10 лет“
- 2005 – „Сделан в СССР“
- 2006 – „Ремейки“
- 2006 – „Золотая коллекция. Лучшее“
- 2008 – „Семь футов под килем“
- 2008 – „Grand Collection“
- 2011 – „Upgrade“
- 2012 – „Измерение жизни“
- 2013 – „Best 50“
- 2013 – „Антология“
- 2014 – „Перезагрузка“
- 2015 – „Вперёд, Россия!“
- 2015 – „Не прощайтесь с любимыми“
- 2015 – „Ненаглядная“
- 2015 – „Лучшие песни“
- 2016 – „Нарисовать мечту“
- 2018 – „Жить – так жить!“
- 2021 – „7:0 в мою пользу“